# Тремблер козумельський
Тремблер козумельський (Toxostoma guttatum) — вид горобцеподібних птахів родини пересмішникових (Mimidae).

## Поширення
Ендемік мексиканського острова Козумель. Раніше він був досить поширеним на острові, але став рідкісним після урагану Гілберт у вересні 1988 року. Цього птаха востаннє достовірно бачили у червні 2004 року. Досі незрозуміло, яку шкоду завдали урагани Емілі та Вілма у 2005 році. У 2006 і 2007 році були непідтверджені спостереження. Відтоді цього птаха ніхто не бачив.

## Опис
Тіло завдовжки до 23 см. Нижня частина тіла біла з чорними цятками. Спина, голова та хвіст червонувато-коричневі. Крила червонувато-коричневі з біло-чорними смугами. Область навколо ока коричнева. Дзьоб трохи вигнутий донизу.